# Three Shanties
Three Shanties Op. 4, (en français : « trois chants »), est une composition pour quintette à  vent de Malcolm Arnold écrite  en 1943. La pièce est un court arrangement en pot-pourri de nombreux airs connus (opéra, musique populaire...).

## Structure
La pièce comporte trois mouvements : 
1. Que faire d'un marin ivre ? -  Allegro con brio : Ce mouvement dépeint l'ivresse du marin à travers des tempos qui varient rapidement et une atonalité aux sonorités bancales[1].
2. Boney était un guerrier - Allegretto semplice : Ce mouvement est plus lent et plus introspectif. Une belle mélodie est transmise entre les cinq instruments - plus particulièrement le cor d'harmonie qui commence et termine le mouvement[1].
3. Johnny Come Down to Hilo - Allegro vivace : Ce mouvement est créatif, d'une écriture unique, et passionnante où chaque instrument est mis en valeur, avec une mélodie rythmique transmise à l'ensemble. Ce mouvement est toujours très apprécié du public[1].

## Analyse
« Sir Malcolm Arnold est depuis longtemps reconnu comme un compositeur qui, de façon peut-être unique, allie une habileté effervescente à plus d'un brin d'exubérance et nulle part ailleurs ces qualités ne peuvent être plus amplement démontrées que dans ses Trois Shanties qui, écrites en 1943, offrent autant de plaisir à l'auditeur qu'à l'interprète. La figuration bouillonnante et les rythmes racés des mouvements extérieurs encadrent un Allegretto semplice charmant et sensible, "Boney was a warrior".
Le marin ivre du premier mouvement est brillamment dépeint à différents stades d'ivresse. Il poursuit ses nattes dans un canon à la tierce mineure, développe des hoquets, se retrouve dans un état de remords, sur les rivages de l'Amérique du Sud, dansant le tango sur une tonalité mineure ; mais finalement il se ressaisit et se présente au service, presto ben marcato.
" Boney was a warrior " (Boney était un guerrier
) ouvre le deuxième mouvement et, en prenant le mot " was " comme mot clé, le compositeur en fait le mouvement de contraste. La dernière shanty, basée sur "Johnny come down to Hilo", est pleine d'humour et de fougue. L'écriture pour les instruments est de couleur vive tout au long de l'œuvre. C'est dans ce type d'œuvre qu'Arnold donne le meilleur de lui-même ».
La pièce est publiée par la maison Paterson en Angleterre.